# الحصين (ذمار)
الحصين هي إحدى قرى الجمهورية اليمنية. وهي تتبع جغرافيًا لمحافظة ذمار. وإداريًا لمديرية عنس. يبلغ تعداد سكانها 1876 نسمة حسب الإحصاء الذي أجري عام 2004.